# Восковая персона
«Восковая персона» — повесть Юрия Тынянова. Впервые опубликована в первом и втором номерах журнала «Звезда» за 1931 год.
Повесть рассказывает о последних днях и смерти первого российского императора Петра I и о создании его посмертного портрета (см. Восковая персона Петра I).
Критики (такие, как Лидия Гинзбург) отмечают сложность образной системы повести и дают ей неоднозначные оценки.

## Сюжет произведения

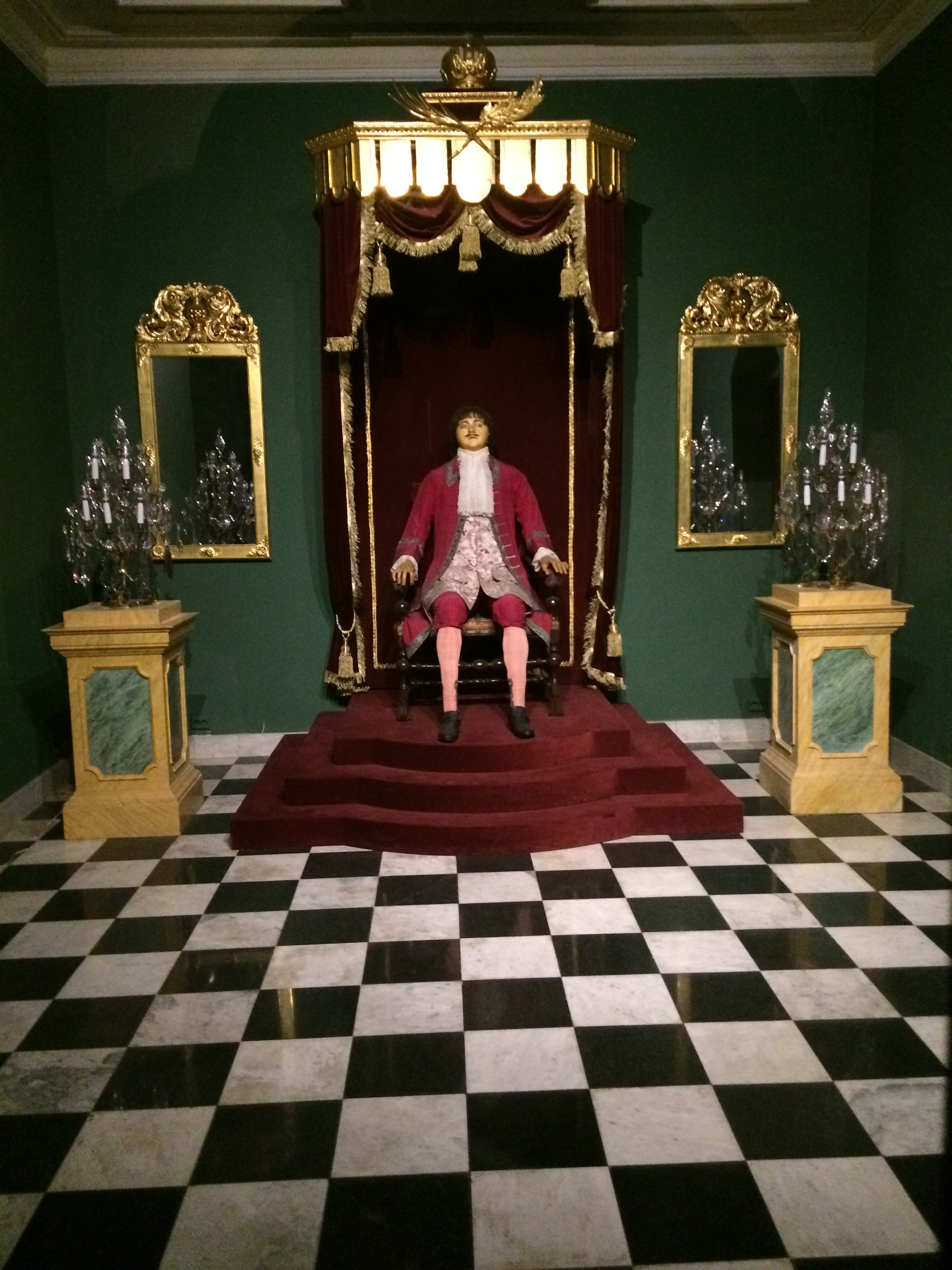
Восковая персона в Зимнем Дворце (Санкт-Петербург)

События повести происходят в петровскую эпоху, а герой — сам Пётр Великий. Вот только это конец блестящей эпохи, самодержец здесь уже болен и немощен. Страдает Пётр не столько от болезни, но из-за ощущения незаконченности своего царского дела. И ещё от того, что приближённые оказались обманщиками. Петра мучают сны, воспоминания и мысли.
Начинается первая же глава с заявления, что государь умирает. И умирает тяжело. Конечно, печалит Петра то, что он не оставил наследника – по крови. А также тот факт, что нет толкового, проверенного, верного человека, которому просто можно было бы доверить управление. Даны не самые благоприятные портреты персонажей: Меншиков, Ягужинский.
В третьей главе Петр умирает, начинается суета по поводу похорон и траура, но главное – неизвестен наследник трона. Появляется «восковая персона». Это означает, что Растрелли делает с покойного Петра посмертную маску. Далее создают ростовую куклу из воска, которую из-за сходства с умершим все боятся. Но боятся не призрака, а великого человека, которого никогда не понимали. Её отвозят подальше – в Кунсткамеру, любимое «детище» и забава Петра. И, кажется, что дальше люди, даже высокопоставленные, идут к истукану за советом… А взявшая власть царица сама под властью своих фаворитов, каждый из которых только стремится украсть из казны как можно больше.
В последней, шестой главе празднуют окончание траура по Петру. А в стране начинается кровавая эпоха дворцовых переворотов. Повесть написана стилизованным языком эпохи, хорошо воссоздает атмосферу того тяжелого времени.